# Beatriz Paredes Rangel
Beatriz Elena Paredes Rangel (San Esteban Tizatlán, Tlaxcala; 18 de agosto de 1953) es una política, diplomática y socióloga mexicana, integrante del Partido Revolucionario Institucional. Ha sido diputada local y federal, senadora, primera gobernadora de Tlaxcala y presidenta nacional de su partido. Recibió la Presea Tlaxcala en 2024. 

## Biografía
Hija de Higinio Paredes Ramos, marino y senador por Tlaxcala de 1952 a 1958 y de Bertha Rangel.  A los 14 años, se independizó y sus únicos sueños eran poseer un camper y estudiar música. Quería ser compositora y asistió al Conservatorio. Ahí se dio cuenta que lo suyo era la política, pues ocupó espacios de liderazgo como jefa de grupo, de representante en la escuela o participando en concursos de oratoria. 
Es licenciada en Sociología egresada de la Universidad Nacional Autónoma de México y tiene un posgrado en Literatura Española e Hispanoamericana en la Universidad de Barcelona, además de un diplomado en Alfabetización para Adultos.

## Trayectoria Política
Inició su carrera política en movimientos campesinos de Tlaxcala y fue electa diputada local a los 21 años. También ocupó las dirigencias de las presidencias de la Confederación Nacional Campesina, de la Fundación Colosio y del Comité Ejecutivo Nacional del PRI. En el ámbito administrativo, fue subsecretaria de la Reforma Agraria y ha ocupado las Subsecretarías de Desarrollo Político y de Gobierno en la Secretaría de Gobernación.
Miembro activo del PRI desde 1973, inició su militancia en la Vanguardia Juvenil Agrarista y en el Frente Juvenil Revolucionario, organizaciones juveniles de la CNC y del PRI, respectivamente. De 1975 a 1977 fue presidenta del Movimiento Nacional de la Juventud Revolucionaria en Tlaxcala. Durante estos años ocupó varios cargos partidistas, entre los que destacan la Secretaría de Acción Femenil y de Planeación y Orientación Familiar de la CNC y Secretaría de Acción Indigenista del CEN del PRI.
En 1974, impulsada por el entonces gobernador de Tlaxcala: Emilio Sánchez Piedras, ocupó su primer cargo de elección popular como diputada de la XLVIII Legislatura del Congreso del Estado de Tlaxcala que concluyó en 1977 y en el que se desempeñó como presidenta de la Gran Comisión y presidenta de las Comisiones de Hacienda, de Programación y Presupuesto. De 1977 a 1980, a los 24 años, fue secretaria general de la Liga de Comunidades Agrarias y Sindicatos Campesinos de Tlaxcala. En 1979 fue elegida por primera ocasión como diputada federal, representando al Distrito 2 de Tlaxcala en la LI Legislatura de dicho año hasta 1982 y en la que fue presidenta de la Cámara del 1 al 30 de septiembre de 1979, correspondiéndole por ello dar respuesta al Tercer Informe de Gobierno del presidente José López Portillo. Durante este periodo fue también directora de promoción y gestoría de 1980 a 1983 y secretaria general adjunta de 1981 a 1982 del Comité Nacional del PRI.
El 1 de diciembre de 1982, al asumir como presidente Miguel de la Madrid Hurtado, es designada como subsecretaria de Organización Agraria de la Secretaría de la Reforma Agraria, siendo titular de esta dependencia Luis Martínez Villicaña. Dejó el cargo en 1983 en que pasó a ser consejera del Banco Nacional de Crédito Rural, hasta 1985. En 1985 fue elegida por segunda ocasión diputada federal, en esta ocasión por el Distrito 1 de Tlaxcala a la LIII Legislatura que debía concluir en 1988 y en la que volvió a presidir la Mesa directiva y también la comisión de Ciencia y Tecnología. Se separó del cargo mediante licencia el 9 de septiembre de 1986, para ser postulada candidata del PRI a Gobernadora de Tlaxcala en el proceso electoral de dicho año. Al resultar triunfadora y ser declarada gobernadora electa, dejó de forma definitiva la diputación el 8 de diciembre del mismo año.
Asumió la gubernatura de Tlaxcala el 15 de enero de 1987, siendo la primera mujer gobernadora de dicho estado y la segunda en México. No concluyó su periodo constitucional pues recibió licencia el 12 de abril de 1992, mismo día en que se fue nombrada secretaria general del comité ejecutivo nacional del PRI, durante su cargo fueron presidentes del partido Rafael Rodríguez Barrera y Genaro Borrego Estrada. Fue secretaria general del PRI hasta el 5 de febrero de 1993 en que el presidente Carlos Salinas de Gortari la nombra embajadora de México en Cuba, que asume formalmente el 8 de febrero y en el que permanece hasta el 31 de enero de 1994. En la última fecha, es nombrada por el presidente Salinas como subsecretaria de Gobierno y luego de Desarrollo Político de la Secretaría de Gobernación cuando ocupaba su titularidad Jorge Carpizo MacGregor, paralelamente ocupa también el cargo de presidenta de la Comisión Nacional de Desarrollo Integral y Justicia Social para los Pueblos Indígenas; cargo creado en el contexto del levantamiento del Ejército Zapatista de Liberación Nacional ese mismo año de 1994.
Al comenzar el gobierno de Ernesto Zedillo Ponce de León, el 1 de diciembre de 1994, no se incorporó al gabinete federal. Sin embargo, el 7 de marzo de 1995 fue nombrada secretaria general del Comité Nacional de la Confederación Nacional Campesina, tras la renuncia de Hugo Andrés Araujo. Ocupó dicho cargo hasta 1998. En 1997 fue electa senadora por Lista Nacional para un periodo extraordinario de tres años, correspondiente a la LVII Legislatura, que concluyó en el año 2000. En esta, fue presidenta del Senado en el mes de septiembre de 1998 y presidenta de las comisiones de Atención a Niños, Jóvenes y Tercera Edad; de Radio, Televisión y Cinematografía; y, de Fortalecimiento del Federalismo; así como, integrante de las comisiones de Agricultura, Ganadería y Desarrollo Rural; de Equidad y Género; Jurisdiccional; de Medio Ambiente y Recursos Naturales; de Patrimonio Histórico y Cultural de la Nación; de Relaciones Exteriores; de Relaciones Exteriores-América Latina; de Ciencia y Tecnología; de Comunicaciones; de Derecho del Mar y Pesca; de Educación; de Reforma Agraria; y de las comisiones bicamarales: Como mecanismo constitutivo del parlamento de mujeres de México; y, para el proyecto del canal de televisión del Congreso de la Unión.
Al terminar su periodo como senadora, fue elegida diputada federal por tercera ocasión, pero esta vez por el principio de representación proporcional a la LVIII Legislatura que concluiría en 2003. En esta legislatura fue integrante de la Conferencia para la Dirección y Programación de los Trabajos Legislativos; y de las comisiones del Distrito Federal; de Gobernación y Seguridad Pública; de Relaciones Exteriores; encargada de coadyuvar y dar seguimiento a los proyectos de Desarrollo Regional relacionados con la Región Sur-Sureste de México; y, para la Reforma del Estado. Además  se desempeñó como coordinadora de la fracción parlamentaria del PRI, lo que la llevó a presidir la Junta de Coordinación Política y, posteriormente, la Mesa Directiva del Senado, cargo que ocupó del 1 de septiembre de 2001 al 15 de marzo de 2003. En ese periodo, le correspondió dar respuesta al primero y segundo informe de gobierno del presidente Vicente Fox. Simultáneamente entre 2000 y 2002 fue presidenta del Parlamento Latinoamericano.
Tras su derrota en las elecciones de 2000, el PRI convocó a elección de su nueva dirigencia nacional para 2002, por primera ocasión mediante elecciones abiertas. En ellas, Beatriz Paredes se registró como candidata a la presidencia del partido en fórmula con Javier Guerrero García como candidato a secretario general, enfrentándose a la fórmula de Roberto Madrazo Pintado y Elba Esther Gordillo. En la elección celebrada el 24 de febrero, Paredes y Guerrero resultaron derrotados por Madrazo y Elba Esther, que triunfaron por una diferencia de unos 53,000 votos, y asumieron la dirigencia nacional el 4 de marzo de 2002. Durante la competencia, Beatriz Paredes fue señalada por ser presuntamente la candidatada «oficialista», en contraposición a Madrazo, que encabezaría a la oposición interna.
Se posicionó como precandidata presidencial del PRI (y de la coalición Frente Amplio por México/Fuerza y Corazón por México). En septiembre de 2022 expresó públicamente su intención de competir por la candidatura del PRI para las elecciones presidenciales de 2024, proponiendo un proceso interno democrático y la formación de un gran frente opositor. En julio de 2023 registró formalmente su candidatura ante el Frente Amplio por México, en medio del proceso de selección de aspirantes dentro de la coalición. Finalmente, el 31 de agosto de 2023, tras resultados adversos en las encuestas internas, anunció que desistía de su postulación. Ese mismo día el comité decidió cancelar la votación final y designar como candidata a Xóchitl Gálvez.
En el ámbito internacional, ha sido embajadora en Cuba y Brasil, presidenta del Parlamento Latinoamericano y Caribeño  y embajadora de buena voluntad del Instituto Interamericano de Cooperación para la Agricultura; colaboradora de organismos como la Organización de las Naciones Unidas, el Banco Interamericano de Desarrollo y la Secretaría General Iberoamericana, así como, académica de la cátedra José Bonifacio de la Universidad de Sao Paolo, Brasil.

## Reconocimientos

### Nacionales
- "Mujer del Año", otorgada por el Patronato Nacional de la Mujer del Año.[37]
- "Medalla Rosario Castellanos", otorgada por el Congreso de Chiapas.[38]
- "Presea Tlaxcala" que entrega el Gobierno de Tlaxcala. [3][39]

### Extranjeros
- Gran cruz de la Orden de la Cruz del Sur. Brasil.[40]
- Orden de la Solidaridad. Cuba.[41]
- Dama gran cruz de la Real Orden de Isabel la Católica. España.[42]
- Gran cruz de la Orden del Soberano Congreso Nacional. Guatemala.[43]
- “Mujer que hace la diferencia”, otorgado por el International Women’s Forum.
- "Mujer Hispana", otorgada por la Fundación México-Americana.
- "Mujer en el Desarrollo Rural", otorgada por el Instituto Interamericano de Cooperación para la Agricultura.

## Publicaciones
- Testimonio Político 1996
- Acaso la palabra. ISBN 970-701-551-9
- Con la cabeza descubierta. ISBN 978-970-819-076-3
- Discursos de Beatriz Paredes. ISBN 978-607-401-394-8

## Discografía
- El Loco Afán 2003. [44]